# Cascada de Uchan-su
La cascada de Uchan-su (en ruso: Уча́н-Су; en ucraniano: Учан-Су) es una cascada localizada en el curso del río Uchan-su, en la vertiente meridional de las montañas de Crimea. El nombre se traduce del idioma tártaro de Crimea como "aguas rápidas".
Uchan-su es una atracción turística muy popular y es la cascada más alta de Crimea. Situada a 7 km de la ciudad de Yalta, está a medio camino del monte Ai-Petri. La cascada tiene 98 metros de altura y está a una altitud de 390 m, siendo más poderosa durante la primavera, cuando es alimentada por el deshielo de la nieve en las montañas.